# Pecos (Nou Mèxic)
Pecos és una població dels Estats Units a l'estat de Nou Mèxic. Segons el cens del 2000 tenia 1.441 habitants.

## Demografia
Segons el cens del 2000, Pecos tenia 1.441 habitants, 542 habitatges, i 383 famílies. La densitat de població era de 319,8 habitants per km².
Dels 542 habitatges en un 39,3% hi vivien nens de menys de 18 anys, en un 49,1% hi vivien parelles casades, en un 14,9% dones solteres, i en un 29,2% no eren unitats familiars. En el 24,2% dels habitatges hi vivien persones soles el 6,1% de les quals corresponia a persones de 65 anys o més que vivien soles. El nombre mitjà de persones vivint en cada habitatge era de 2,63 i el nombre mitjà de persones que vivien en cada família era de 3,15.
Per edats la població es repartia de la següent manera: un 29,7% tenia menys de 18 anys, un 10,1% entre 18 i 24, un 29,6% entre 25 i 44, un 21,8% de 45 a 60 i un 8,8% 65 anys o més.
L'edat mediana era de 32 anys. Per cada 100 dones de 18 o més anys hi havia 99 homes.
La renda mediana per habitatge era de 30.549 $ i la renda mediana per família de 33.828 $. Els homes tenien una renda mediana de 28.625 $ mentre que les dones 22.500 $. La renda per capita de la població era de 13.306 $. Aproximadament el 13% de les famílies i el 15,9% de la població estaven per davall del llindar de pobresa.

## Poblacions més properes
El següent diagrama mostra les poblacions més properes.